# Lijst van rijksmonumenten rond Fort de Gagel
Op en rond het terrein van Fort De Gagel bevinden zich de volgende 13 rijksmonumenten:

## Fort de Gagel
| Object                                                                          | Oorspronkelijke functie?  | Bouwjaar  | Architect | Locatie           | Coördinaten?                | Nr.?   | Afbeelding        |
| ------------------------------------------------------------------------------- | ------------------------- | --------- | --------- | ----------------- | --------------------------- | ------ | ----------------- |
| Nieuwe Hollandse Waterlinie Cluster 30 Fort De Gagel: Fortaanleg en aardwerken. | Fort, vesting en -onderdl | 1820      |           | Gageldijk 165     | 52° 7' 46" NB, 5° 6' 8" OL  | 532289 | Upload foto       |
| Fort De Gagel: Bomvrij vierkant wachthuis.                                      | Militair wachtgebouw      | 1850      |           | Gageldijk 165     | 52° 7' 46" NB, 5° 6' 8" OL  | 532290 | Meer afbeeldingen |
| Fort De Gagel: Bomvrije kazerne B.                                              | Bomvrij militair object   | 1878      |           | Gageldijk bij 165 | 52° 7' 47" NB, 5° 6' 8" OL  | 532291 | Meer afbeeldingen |
| Fort De Gagel: Bomvrije Remise C.                                               | Bomvrij militair object   | 1880      |           | Gageldijk bij 165 | 52° 7' 46" NB, 5° 6' 11" OL | 532292 | Meer afbeeldingen |
| Fort De Gagel: Groepsschuilplaatsen Type P.                                     | Versperring               | 1939-1940 |           | Gageldijk bij 165 | 52° 7' 47" NB, 5° 6' 9" OL  | 532293 | Meer afbeeldingen |
| Fort De Gagel: Houten Artillerieloods.                                          | Militaire opslagplaats    | 1860      |           | Gageldijk 163     | 52° 7' 45" NB, 5° 6' 6" OL  | 532294 | Meer afbeeldingen |
| Fort De Gagel: Fortwachterswoning.                                              | Militair verblijfsgebouw  | 1851      |           | Gageldijk 161     | 52° 7' 45" NB, 5° 6' 7" OL  | 532295 | Meer afbeeldingen |
| Fort De Gagel: Toegangsbrug I (naar het landhoofd / voorfort).                  | Versperring               | 1880      |           | Gageldijk 165     | 52° 7' 46" NB, 5° 6' 7" OL  | 532296 | Meer afbeeldingen |
| Fort De Gagel: Toegangsbrug II (naar het fort).                                 | Versperring               | 1879-1880 |           | Gageldijk 165     | 52° 7' 44" NB, 5° 6' 7" OL  | 532297 | Meer afbeeldingen |
| Fort De Gagel: Schut / sluisje.                                                 | Versperring               |           |           | Gageldijk 165     | 52° 7' 44" NB, 5° 6' 13" OL | 532298 | Meer afbeeldingen |

## Tussen De Gagel en Ruigenhoek
Deze onderdelen vormen een zogenaamde tussenstelling: een geheel van defensieve werken tussen twee forten om deze opening te 'dichten'.
| Object                                                                               | Oorspronkelijke functie? | Bouwjaar  | Architect | Locatie                                                    | Coördinaten?                | Nr.?   | Afbeelding        |
| ------------------------------------------------------------------------------------ | ------------------------ | --------- | --------- | ---------------------------------------------------------- | --------------------------- | ------ | ----------------- |
| Tussen De Gagel en Ruigenhoek: (Betonblokken van) Tankversperringen.                 | Versperring              | 1939-1940 |           | Bij Burgemeester Huydecoperweg en bij Ruigenhoekse Dijk 74 | 52° 7' 54" NB, 5° 6' 19" OL | 532326 | Upload foto       |
| Fort De Gagel: Restant inundatiesluis / damsluis / brug (in de Kerkeindsche Dijk).   | Gracht                   | 1880      |           | Gageldijk 165                                              | 52° 7' 48" NB, 5° 6' 13" OL | 532299 | Meer afbeeldingen |
| Fort De Gagel: Restant inundatiesluis / damsluis / brug (Fortgracht - Ontvangstkom). | Gracht                   | 1880      |           | Gageldijk 165                                              | 52° 7' 49" NB, 5° 6' 10" OL | 532300 | Upload foto       |